# Raisin City
Raisin City es un lugar designado por el censo ubicado en el condado de Fresno en el estado estadounidense de California. En el año 2000 tenía una población de 165 habitantes y una densidad poblacional de 82.5 personas por km².

## Geografía
Raisin City se encuentra ubicado en las coordenadas 36°36′N 119°54′O / 36.600, -119.900. Según la Oficina del Censo, la ciudad tiene un área total de 2 km² (0,8 mi²), de la cual 2 km² (0,8 mi²) es tierra y 0 km² (0 mi²) (0%) es agua.

## Demografía
Según la Oficina del Censo en 2000 los ingresos medios por hogar en la localidad eran de $24,167, y los ingresos medios por familia eran $23,958. Los hombres tenían unos ingresos medios de $12,083 frente a los $25,000 para las mujeres. La renta per cápita para la localidad era de $11,544. Alrededor del 21.3% de la población estaban por debajo del umbral de pobreza.